# Sebastià Estradé i Rodoreda
Sebastià Estradé i Rodoreda (Sallent, 1923 - Avinyó, 2016) va ser un escriptor català, advocat i divulgador de l'astronàutica. Doctor en dret i diplomat en enginyeria industrial i elèctrica, es va especialitzar en dret de l'espai. La seva tesi doctoral va ser El derecho ante la conquista del espacio (1964).
Va ser cofundador de la Càtedra de Tecnologies de l'Espai a l'Escola Tècnica Superior d'Enginyers Industrials de Barcelona. Aquesta especialització en l'espai va fer que, l'any 1969, fos l'enviat especial de Tele/eXpres a l'estació Robledo de Chavela, a Madrid, per narrar l'arribada de l'home a la lluna a través dels seus escrits. L'any 1972 se li va concedir el Premi de Periodisme Espacial de la Comissió Internacional d'Investigació de l'Espai (COSPAR).
Va escriure nombrosos llibres, tant en català com en castellà, de ficció i de divulgació científica, sobretot de temes relacionats amb l'espai i l'astronàutica, sempre des d'un punt de vista humanista. Va col·laborar amb la premsa escrita, fent cròniques de la NASA i articles (Avui, Regió 7, Cavall Fort, Tele-Estel, Tele-Exprés, Mundo, Meridiano, El Correo Catalán), i amb la televisió (Televisió Espanyola), on va fer el programa Amigos del espacio. Va ser president de la secció de dret aeronàutic i de l'espai del Col·legi d'Advocats de Barcelona, de 1992 a 1996.
A partir de l'any 2000 -els darrers, des de la residència d'avis d'Avinyó-, va mantenir una lluita judicial contra la Generalitat i l'empresa Iberpotash, denunciant a la justícia l'acumulació de residus de la mina de potassa de Sallent.
Va morir el 2016, als 93 anys.

## Obra[7]
Novel·la infantil i juvenil
- Alarma al cosmòdrom. Ferma, 1966
- Alarma en el desierto. Ferma, 1966
- Alarma en el sol. Ferma, 1966
- Alarma en el Tíbet. Ferma, 1967
- Alarma en las cumbres. Ferma, 1967
- Més enllà no hi ha fronteres. Laia, Estela, 1966
- El planeta que podía ser santo. Sopena, 1967
- El planeta que no quiso morir. Sopena, 1967
- Més enllà del misteri. Laia, Estela, 1970
- Es pronto para vivir. Bruguera, 1971
- Genestel. Bruguera, 1971
- Formas diferentes. Bruguera, 1972
- Una ciudad en el infierno. Bruguera, 1973
- El planeta Siva. Sopena, 1982
- Un conejo en la luna. Escuela Española, 1982
- Navidad en la luna. Escuela Española, 1982
- Climber. Escuela Española, 1987
- El retorno de Climber. Escuela Española, 1988
- A l'espai no hi volem guerra. Casals, 1993
- Quan tornis, porta una mica de pluja. Castellnou, 1996

Novel·la i narrativa per a adults
- Una guerra civil. Selecta,1961
- De tants colors. Berga: L'Albí, 2006

Divulgació
- El derecho ante la conquista del espacio. Ariel, 1964 (tesi doctoral)
- De la terra a l'infinit. Dalmau, 1966
- Astronàutica. Labor, 1969
- Reto al espacio. Correo de la Unesco, 1973
- Estimeu el vostre entorn. Martín Casanovas, 1982 (Premi Serra d'Or Juvenil 1984)
- La trenta-sisena. Sallent: Trenta-sisena, 1997
- Con buena educación. CCS, 2003

Guions de televisió
- Amigos del espacio, 1967
- Cultura juvenil, 1970
- Mis tios y yo, 1971